# ステートカレッジ (ペンシルベニア州)
ステートカレッジ（State College）は、アメリカ合衆国ペンシルベニア州中央部、アルゲイニー山中に位置する町（ボロ）。人口は4万0501人（2020年）。センター郡最多の人口を抱える自治体だが、郡庁はステートカレッジではなく、北のベルフォントに置かれている。センター郡1郡からなるステートカレッジ都市圏の中核である。

## 概要
ステートカレッジはペンシルベニア州を代表する州立大学であるペンシルベニア州立大学が本部キャンパスを構える学園都市である。1855年にペンシルベニア農業高校としてペンシルベニア州立大学が創立されて以来、ステートカレッジはペンシルベニア州立大学とともに成長してきた。1929年の世界恐慌とその後の全米的な不況の最中においても、ステートカレッジは大学町であるが故に不況の影響を他地域ほど受けなかった。以来、そのことからステートカレッジと周辺地域はしばしばハッピー・バレー（Happy Valley）と称されるようになった。
ペンシルベニア州立大学のキャンパスのほとんどはステートカレッジの町域内に入っているが、ユニバーシティパークという別個の住所を用いており、郵便番号16802が割り当てられている（日本でいう「大規模事業所向け個別郵便番号」に相当する）。この郵便番号は、1953年にペンシルベニア州立大学が現称のPennsylvania State Universityに改称した直後、同学のキャンパス内に郵便局が開局された際に、当時のペンシルベニア州立大学長ミルトン・S・アイゼンハワーの兄であり、第34代大統領であったドワイト・D・アイゼンハワーによって付与されたものであった。
また、ペンシルベニア州立大学はステートカレッジの地域経済、および人口構成に大きな影響を与えている。ペンシルベニア州立大学はステートカレッジにおける主要雇用主であるばかりでなく、多数の学生の存在によって大学周辺のバーなどの飲食店をも潤している。人口構成の面では、総人口に占める学生の割合が高いため、町の人口の6割以上を15-24歳の年齢層が占めており、また独身の住民の割合が非常に高い。
ステートカレッジ都市圏の治安の良さは全米でも屈指の水準である。CQプレス社傘下、モーガン・クイットノー社による調査では、2009年に「全米で最も安全な都市圏」という評価を受けたのを含め、常に「全米の安全な都市圏」の上位にランクされている。

## 地理
| 左: ペンシルベニア州におけるセンター郡の位置右: センター郡におけるステートカレッジの位置  |  | 左: ペンシルベニア州におけるセンター郡の位置右: センター郡におけるステートカレッジの位置 |
| 左: ペンシルベニア州におけるセンター郡の位置 右: センター郡におけるステートカレッジの位置 |  |                                                                                          |

ステートカレッジは北緯40度47分29秒 西経77度51分31秒 / 北緯40.79139度 西経77.85861度に位置している。ステートカレッジはアルゲイニー山中に位置し、標高は352mである。ピッツバーグからは東北東へ約190km、ハリスバーグからは北西へ約105km、フィラデルフィアからは西北西へ約270kmである。アメリカ合衆国統計局によると、ステートカレッジ町は総面積11.8km²（4.5mi²）で、全域が陸地である。
ステートカレッジの気候は寒い冬と涼しい夏に特徴付けられ、四季のはっきりした気候である。最も暑い月である7月でも平均気温は22℃弱、最高気温の平均は28℃弱で、30℃を超えることはあまりない。一方、最も寒い1月の平均気温は氷点下3℃ほど、最低気温の平均は氷点下7℃ほどである。12月から3月にかけてはほとんどの日において気温が氷点下まで下がる。降水量は1年を通じてほぼ平均的であるが、5月から7月にかけては他の月に比べてやや多い。また、12月から3月にかけては月間13-20cmほどの降雪が見られる。年間降水量は985mm、年間降雪量は73cmほどである。ケッペンの気候区分では、計算上は温帯・海洋性の西岸海洋性気候（Cfb）に属することになるが、実際には低山地帯という立地条件や冬の寒さ、降雪などから、五大湖岸や中西部の大部分に分布する、大陸性の亜寒帯湿潤気候に限りなく近い気候であると言える。
|               | 1月  | 2月  | 3月  | 4月  | 5月   | 6月   | 7月  | 8月  | 9月  | 10月 | 11月 | 12月 | 年    |
| ------------- | ---- | ---- | ---- | ---- | ----- | ----- | ---- | ---- | ---- | ---- | ---- | ---- | ----- |
| 平均気温（℃） | -2.8 | -2.2 | 2.8  | 8.9  | 15.0  | 19.4  | 21.7 | 20.6 | 16.7 | 11.1 | 4.4  | -1.1 | 9.4   |
| 降水量（mm）  | 73.7 | 63.5 | 86.4 | 86.4 | 104.1 | 101.6 | 96.5 | 88.9 | 73.7 | 73.7 | 68.6 | 68.6 | 985.7 |

## 政治
1973年以降、ステートカレッジはシティー・マネージャー制を採っている。町の立法機関である町議会は7名の議員で構成されており、そのうちの1名が議長を務めている。町は特に選挙区には分けられておらず、7名の議員全員が町全域からの選出となる。町長はこの町議会とは別個に1名選出される。町長、町議員ともパートタイムで、任期は4年である。町の行政には、町議会が選出したシティー・マネージャーがあたっている。シティー・マネージャーはその管轄下に置かれ、行政業務を執行する警察、管理、財務、保健、都市計画、公共事業の各局を監督する責任を負っている。また、ステートカレッジ町政府はセンター地域政府議会の一員として、公園・レクリエーション設備への予算計上、建築物検査サービス、地域計画、図書館、消防団、大量輸送機関において、周辺の自治体政府と共に協力体制を整えている。
連邦議会下院議員選挙においては、ステートカレッジはペンシルベニア州北部・中央部を広くカバーするペンシルベニア第5選挙区に属している。1975年以降、この選挙区においては共和党が強い勢力を持っている。

## 交通

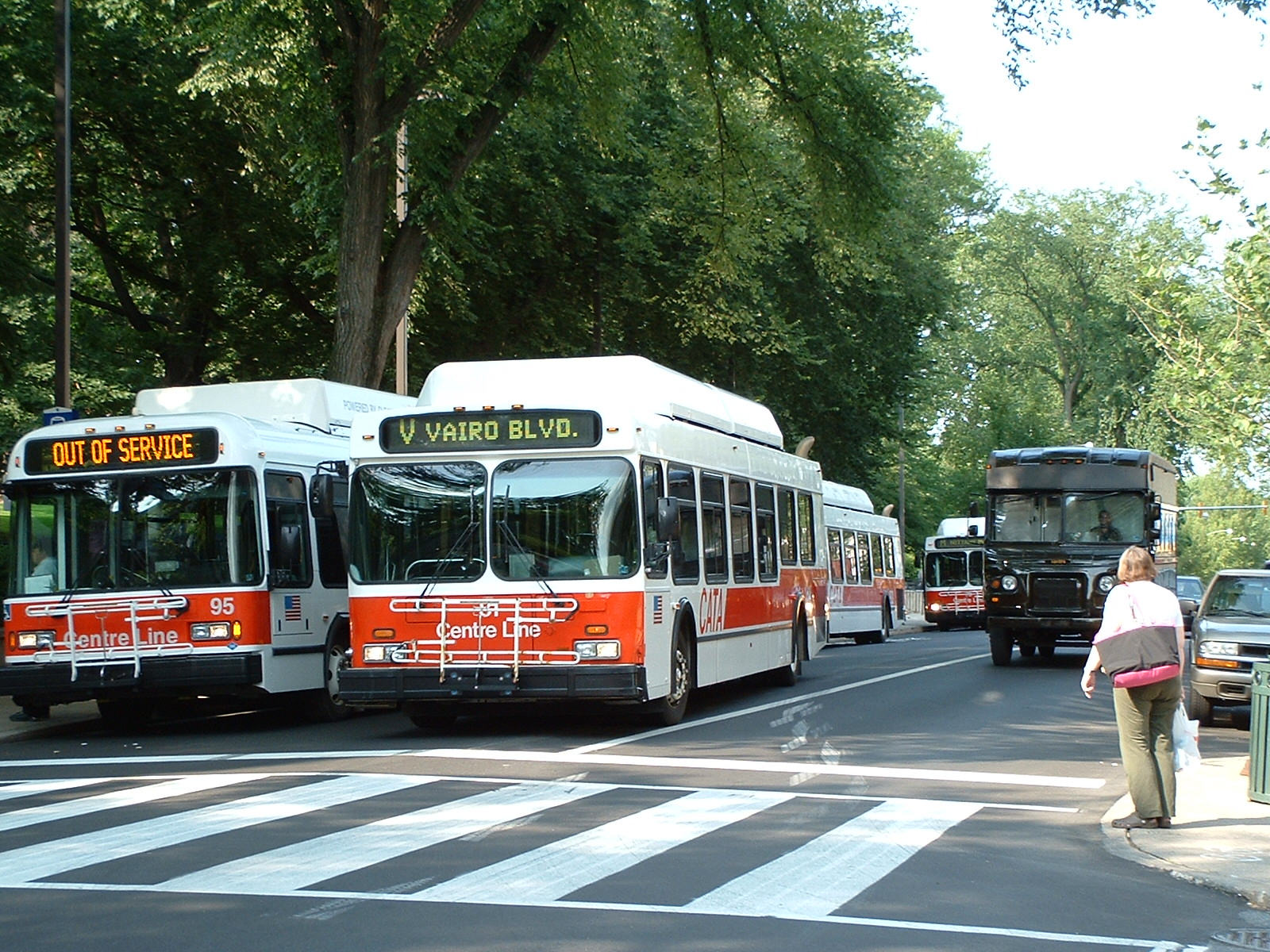
CATAバス

ステートカレッジに最も近い空港はダウンタウンの北約7kmに立地するユニバーシティパーク空港（IATA: SCE）である。この空港はステートカレッジのみならず、ベルフォントなど周辺地域の空の玄関口ともなっている。この空港はペンシルベニア州立大学が所有しているが、運営はセンター郡空港局によって行われている。この空港からはデルタ航空がデトロイトへの、ユナイテッド航空がワシントンD.C.（ダレス）への、またアメリカン航空がフィラデルフィアへの便をそれぞれ発着させている。
ステートカレッジの近くにはI-99が南北に走っている。I-99は南へはアルトゥーナを通ってベッドフォード付近でペンシルベニア・ターンパイク（I-70・I-76）に、また北へはベルフォント付近でI-80に接続している。また、国道322号線はアルゲイニー山脈を越えてハリスバーグへと通じている。ペンシルベニア州立大学の南西にあるグレイハウンドのバスディーポからは、これらの道路を通ってピッツバーグやハリスバーグに向かうバスの便が出ている。グレイハウンドのバスディーポから北西約4kmには、ニューヨークへ向かうドラゴン・デラックスのバスターミナルもある。
ステートカレッジとその周辺の公共交通は、センター地域交通局（CATA）の運営する路線バス、CATAバスによってカバーされている。CATAは通常の路線バス17系統のほか、ペンシルベニア州立大学のキャンパス内を走る運賃無料の路線バス4系統を運行している。

## 文化
毎年7月にはステートカレッジのダウンタウンで中央ペンシルベニア芸術祭が行われる。この芸術祭は1967年にペンシルベニア州立大学の芸術・建築学部、およびステートカレッジ商業局の後援のもとに始まったものである。芸術祭の開催期間中はダウンタウンの多くの通りが車両通行止めとなり、通り沿いには絵画、陶器、宝飾品などの芸術作品や様々な飲食物を販売する露店が立ち並ぶ。また、会場内では音楽の演奏会や演劇も行われる。
ビッグ・テン・カンファレンスに所属するペンシルベニア州立大学のスポーツチーム、ニタニー・ライオンズはステートカレッジでは重要な位置を占めている。特に1966年から2011年シーズン途中までジョー・パターノが率いているフットボールチームは全米有数の強豪として知られ、独立校時代はマイアミ大学ハリケーンズやネブラスカ大学コーンハスカーズなどと、1993年にビッグ・テン・カンファレンスに加入してからはオハイオ州立大学バックアイズやミシガン大学ウォルバリンズなどと熾烈なライバル関係を築いてきた。ニタニー・ライオンズのフットボールチームはミシガン大学のミシガン・スタジアムに次ぐ全米第2の収容能力を誇るビーバー・スタジアムを本拠地としている。また、同学が所有する野球場、メドラー・フィールドは、ニタニー・ライオンズの野球チームのほか、ピッツバーグ・パイレーツ傘下のマイナーリーグチーム、ステート・カレッジ・スパイクスも本拠地として使用している。スパイクスはショートシーズンAクラスのニューヨーク・ペンリーグに所属している。